# Bellvís (kommunhuvudort)
Bellvís är en kommunhuvudort i Spanien.   Den ligger i provinsen Província de Lleida och regionen Katalonien, i den östra delen av landet, 400 km öster om huvudstaden Madrid. Bellvís ligger 208 meter över havet och antalet invånare är 2 263.
Terrängen runt Bellvís är platt, och sluttar västerut. Runt Bellvís är det ganska tätbefolkat, med 104 invånare per kvadratkilometer. Närmaste större samhälle är Lleida, 17,4 km väster om Bellvís. Trakten runt Bellvís består till största delen av jordbruksmark.